# Kanton Ardres
Ardres (Nederlands: Aarde) is een voormalig kanton van het Franse departement Pas-de-Calais. Het kanton maakte deel uit van het arrondissement Sint-Omaars.
Het kanton werd bij de reorganisatie in maart 2015 opgeheven. De gemeenten werden onderverdeeld onder de kantons Calais-2 (nieuwgevormd), Sint-Omaars (nieuwgevormd), Marck (nieuwgevormd) en Lumbres.

## Gemeenten
Het kanton Ardres omvatte de volgende gemeenten:
- Ardres (hoofdplaats)
- Audrehem
- Autingues
- Balinghem
- Bayenghem-lès-Éperlecques
- Bonningues-lès-Ardres
- Brêmes
- Clerques
- Éperlecques
- Journy
- Landrethun-lès-Ardres
- Louches
- Mentque-Nortbécourt
- Muncq-Nieurlet
- Nielles-lès-Ardres
- Nordausques
- Nort-Leulinghem
- Rebergues
- Recques-sur-Hem
- Rodelinghem
- Tournehem-sur-la-Hem
- Zouafques